# مملكة كرواتيا (925–1102)
تَعود مملكة كرواتيا (بالكرواتية: Kraljevina Hrvatska) أو المملكة الكرواتية (بالكرواتية: Hrvatsko Kraljevstvo) بالزمن إلى ممالك العصور الوسطى في أوروبا الوسطى. ضمت هذه المملكة معظم أراضي كرواتيا الحالية (باستثناء إستريا الغربية وبعض المدن الساحلية الدالماسية)، وكذلك معظم ما يُعرف اليوم بالبوسنة والهرسك. حكمت السلالات الإثنية مملكة كرواتيا لبعض الوقت، وبقيت المملكة آنذاك دولةً ذات سيادة لما يقرب قرنين من الزمن. اتسمت فترة وجود المملكة بالصراعات المختلفة وبفترات السلام أو التحالف مع البلغار والبيزنطيين والمجريين وبالمنافسة مع جمهورية البندقية بهدف السيطرة على ساحل البحر الأدرياتيكي الشرقي. وضح الأسقف غريغوري من نين غايته في تعزيز اللغة الكرواتية من خلال الطقوس الدينية في القرن العاشر، ما أدى إلى نشوب صراع بينه وبين البابا، قبل أن يخمد هذا الصراع بذات نفسه. تمكنت كرواتيا من تأمين معظم المدن الساحلية في دالماسيا مع انهيار السيطرة البيزنطية عليها خلال النصف الثاني من القرن الحادي عشر. وصلت المملكة إلى ذروتها خلال هذا الوقت في ظل حكم الملكين بيتر كريشمير الرابع (1058- 1074) وديمتريوس زفونيمير (1075- 1089).
حكمت سلالة تربيميروفيتش المملكة لمدة طويلة حتى عام 1091. شهدت المملكة أزمة خلافة آنذاك، وانتقل الحكم إلى سلالة أرباد بعد عقد من الصراعات على العرش وبعد تداعيات معركة جبل غفوزد. تزامن ذلك مع تتويج الملك كولومان من المجر «ملكًا لكرواتيا ودالماسيا» في بيوغراد نا مورو في عام 1102، لتتحد المملكتين تحت تاج واحد. أصبحت الشروط الدقيقة التي حكمت العلاقة بين المملكتين مسألة خلاف في القرن التاسع عشر. تباينت طبيعة العلاقة مع مرور الوقت، واحتفظت كرواتيا بدرجة كبيرة من الاستقلالية الداخلية بشكل عام، في حين بقيت القوة الحقيقية في أيدي النبلاء المحليين. غالبًا ما ينظر المؤرخون الحديثون الكرواتيون والمجريون إلى العلاقات بين مملكة كرواتيا ومملكة المجر في عام 1102 على أنها كانت شكلًا من أشكال الاتحاد غير المتكافئ لمملكة واحدة ذات حكم ذاتي داخلي يوحدها ملك مشترك.

## خلفية
وصل السلاف إلى جنوب شرق أوروبا في أوائل القرن السابع وأنشؤوا عدة ولايات هناك، بما في ذلك دوقية كرواتيا. بدأ تنصير الكروات بعد وصولهم بوقت قصير، واكتمل الأمر في بداية القرن التاسع. تذبذب حكم الدوقية بين سلالتي دوماغوييفيتش وتربيميروفيتش المتنافستين. نافست الدوقية جمهورية البندقية المجاورة، وقاتلت وتحالفت مع الإمبراطورية البلغارية الأولى، ومرت عليها فترات من التبعية للإمبراطورية الكارولنجية والإمبراطورية البيزنطية. اعترف البابا يوحنا الثامن بالدوق برانيمير كملك مستقل لكرواتبا في عام 879.

## المملكة

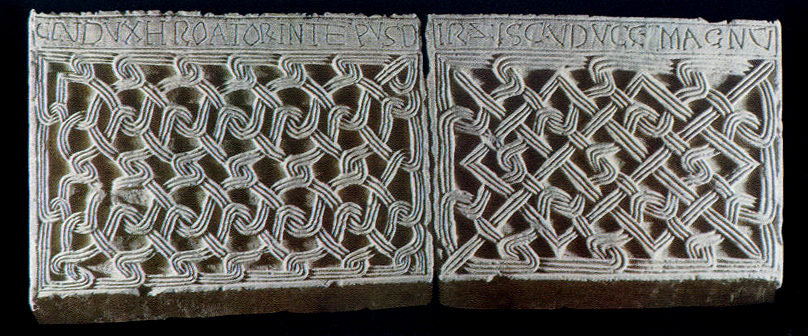
صورة لزخرفة شهيرة من كرواتيا. التُقطت في متحف زغرب.

### التأسيس
ارتقت كرواتيا إلى منزلة المملكة نحو عام 925. كان توميسلاف أول حاكم كرواتي تعطيه المستشارية الباباوية لقب «ملك». يقال بشكل عام أن توميسلاف قد توج في عام 925، ولكن لا يمكن تأكيد هذا القول. من غير المعروف متى أو من الذي توجه، كما لا يمكن التأكيد على أنه قد تُوج بالأساس. ذُكر توميسلاف كملك في وثيقتين محفوظتين نُشرتا في هيستوريا سالونيتانا. ذُكر لأول مرة في ملاحظة تسبق توصيات مجلس الانقسام لعام 925، حيث كُتب أن توميسلاف هو «الملك» الحاكم «في مقاطعة الكروات وفي المناطق الدالماسية»، في حين أُطلق على حاكم الكرواتيين لقب «الملك» وفق القانون الثاني عشرة من توصيات المجلس. لُقب توميسلاف بـ«ملك الكرواتيين» في رسالة بعث البابا يوحنا العاشر بها. وضح تأريخ كاهن دوكليا تعيين توميسلاف ملكًا، وحدد فترة حكمه لتكون 13 عامًا. تؤكد التسجيلات والمواثيق اللاحقة إطلاق خلفاء توميسلاف لقب «ملك» على أنفسهم في القرن العاشر، على الرغم من عدم وجود تسجيلات تؤكد ملكية توميسلاف. أصبحت كرواتيا في ظل حكمه إحدى أقوى ممالك البلقان.
يعتبر توميسلاف سليل تربيمير الأول، أحد أبرز أفراد سلالة تربيميروفيتش. نجح توميسلاف في توحيد كروات بانونيا ودالماسيا في وقت ما بين عامي 923 و928، مع وجود دوق مستقل لكل منهما. ربما غطت أراضي المملكة معظم دالماسيا وبانونيا وشمال وغرب البوسنة، على الرغم من عدم معرفة النطاق الجغرافي الدقيق لمملكة توميسلاف. أُديرت كرواتيا في ذلك الوقت باعتبارها مجموعةً مؤلفةً من 11 مقاطعة وبانيت وحيد. امتلكت كل منطقة من هذه المناطق [المقاطعات والبانيت] بلدةً ملكيةً محصنةً خاصة بها.
سرعان ما دخلت كرواتيا في صراع مع الإمبراطورية البلغارية في عهد سيميون الأول (المسمى سيميون العظيم في بلغاريا)، الذي كان بالفعل في حرب مع البيزنطيين. عقد توميسلاف اتفاقيةً مع الإمبراطورية البيزنطية وأدت هذه الاتفاقية إلى مكافأة الإمبراطور البيزنطي رومانوس الأول لتوميسلاف بإعطائه شكلًا من أشكال السيطرة على المدن الساحلية في ثيمة دالماسيا البيزنطية، بالإضافة إلى حصة من الجزية التي جُمعت من مدنها الساحلية. استقبلت كرواتيا الصرب المطرودين وحمتهم مع زعيمهم زاهاريا، بعد غزو سيميون لإمارة صربيا في عام 924. حاول سيميون كسر الميثاق الكرواتي-البيزنطي في عام 926، ليحتل بعد ذلك دفاعات ثيمة دالماسيا البيزنطية الضعيفة، من خلال إرسال دوق ألوجوبوتور مع جيش هائل لمحاربة توميسلاف، ولكن جيش سيميون هُزم في معركة المرتفعات البوسنية. أعاد مندوبي البابا يوحنا العاشر السلام بين كرواتيا وبلغاريا بعد وفاة سيميون في عام 927. من الممكن أن الجيش والبحرية الكرواتية قد تألفت في ذلك الوقت من نحو 100 ألف وحدة مشاة و60 ألف فارس و80 ساجينا و100 سفينة حربية (تسمى كوندورا) وذلك بحسب عمل من إدارة الإمبراطورية المعاصر. مع ذلك، تُعتبر هذه الأرقام مبالغةً كبيرةً بشكل عام.